# Перетятько Олександра Анатоліївна
Олександра Анатоліївна Перетятько — українська волейболістка, зв'язуюча.

## Життєпис
Народилася 11 квітня 1984 року в Сімферополі, АР Крим .
Вихованка Луганського спортінтернату (перший тренер — Віктор Гутіков)
Зріст — 185 см.
Майстер спорту України міжнародного класу.

## Кар'єра
| Команди                               | Роки       |
| ------------------------------------- | ---------- |
| «Іскра» (Луганськ), дубль             | 1997—2000; |
| «Динамо-Джінестра» (Одеса, Україна)   | 2000—2002  |
| «Сєвєродончанка» (Сєвєродонецьк)      | 2002—2004  |
| «Хімволокно» (Черкаси, Україна)       | 2004—2005  |
| «Яловаспор» (Ялова, Туреччина)        | 2005—2006  |
| «Сєвєродончанка» (Сєвєродонецьк)      | 2006—2007  |
| «Джінестра» (Одеса, Україна)          | 2007—09    |
| «Динамо-Янтар» (Калінінград / Москва) | 2009—2010  |
| «Азеррейл» (Баку, Азербайджан)        | 2010—2011  |
| «Протон» (Саратовська обл.)           | 2011—2012  |
| ТЕД «Коледжлілер» (Анкара, Туреччина) | 2012—2013  |
| «Індезіт» (Липецьк, Росія)            | 2013       |
| «Хімік» (Южне)                        | 2014—2015  |
| «Єнісей» (Красноярськ, Росія)         | 2015—2022  |

## Досягнення
- Чемпіон України 2015 року.
- Володар Кубка України 2015 року.
- Срібний призер чемпіонату Азербайджану 2011 року.
- Бронзовий призер чемпіонату Росії 2017 року.
- Володар Кубка виклику ЄКВ 2011 року.
- Кращий зв'язуючий чемпіонату України 2015 року
- Кращий зв'язуючий «Фіналу чотирьох» Кубка України 2015 року.
- Гравець Національної збірної України.
- Чемпіон Євроліги 2017 року.